# Thank You Scientist
I Thank You Scientist sono un gruppo musicale rock progressivo statunitense originario di Montclair, nel New Jersey.

## Storia del gruppo

### The Perils of Time TraveleMaps of Non-Existent Places
Il gruppo nacque nel 2009 dall'incontro tra il chitarrista Tom Monda, il sassofonista Ellis Jasenovic e il trombettista Andrew Digrius, studenti della Montclair State University. Dopo aver reclutato il cantante Salvatore Marrano, il bassista Greg Colacino, il violinista Russ Lynch, il batterista Odin Alvarez e il tastierista George Marzloff, la formazione registrò l'EP di debutto The Perils of Time Travel, uscito il 10 gennaio 2011.
Dopo l'abbandono di Marzloff, nell'autunno 2011 il gruppo ha lanciato una campagna di crowdfunding su Kickstarter atta a finanziare le spese per le lavorazioni al proprio album di debutto. Intitolato Maps of Non-Existent Places, l'album è stato pubblicato indipendentemente nel 2012. Il disco ha successivamente catturato l'attenzione di Claudio Sanchez dei Coheed and Cambria, che ha deciso di scritturarli per la sua neonata etichetta discografica indipendente Evil Ink Records due anni dopo. Grazie al contratto firmato, il 23 settembre 2014 i Thank You Scientist hanno ripubblicato il disco, anticipato dal videoclip del brano My Famed Disappearing Act, e partecipato alla tournée nordamericana dei Coheed and Cambia svoltasi tra settembre e ottobre dello stesso anno.

### Stranger Heads Prevail
Il 3 gennaio 2015 il gruppo ha annunciato l'addio di Greg Colacino dalla formazione, venendo sostituito temporaneamente da James Robbins per la tournée in supporto ai Periphery, al termine della quale è stato rimpiazzato da Cody McCorry. In seguito anche Russ Lynch ha abbandonato il gruppo, al quale è subentrato Ben Karas.
Con la formazione rinnovata, i Thank You Scientist hanno realizzato il secondo album Stranger Heads Prevail, pubblicato il 29 luglio 2016. Successivamente, hanno aperto le date statunitensi della tournée degli Haken tra agosto e settembre 2016.
Il 17 settembre 2017 Monda ha annunciato l'addio di Alvarez, Jasenovic e Digrius, sostituiti rispettivamente da Faye Fadem, Sam Greenfield e Joe Gullace, tutti provenienti dal progetto parallelo di McCorry, i We Used to Cut the Grass. Dopo il debutto all'Electric Halloween Festival di Millville, la nuova formazione ha intrapreso il primo tour da headliner in Europa tra novembre e dicembre 2017.

### TerraformerePlague Accomodations
Dopo oltre un anno passato per la composizione del materiale per il terzo album in studio, il 5 aprile 2019 il gruppo ha annunciato Terraformer, un doppio album composto da tredici brani distribuito il 14 giugno seguente nuovamente attraverso la Evil Ink Records.
Il disco ha ottenuto un discreto successo in madrepatria, debuttando all'ottavo posto della Heatseekers Albums e quindicesimo in quella Alternative (entrambe stilate da Billboard), e da esso sono stati estratti tre singoli, tra cui quello di apertura FXMDLR, e successivamente è stata intrapresa una tournée statunitense svoltasi tra aprile e maggio dove i Thank You Scientist hanno supportato i Reign of Kindo e gli In the Presence of Wolves. Nell'estate dello stesso anno si sono esibiti nel Regno Unito, oltre ad aver pubblicato l'EP live Live at Backroom Studios EP, mentre tra novembre e dicembre hanno tenuto la sua prima tournée da headliner negli Stati Uniti d'America, accompagnati dai Bent Knee e dai The Tea Club.
Durante il 2020 il gruppo si è visto costretto ad interrompere la propria attività dal vivo a causa della pandemia di COVID-19, decidendo di spendere il proprio tempo a comporre nuova musica. Solo nell'ottobre 2021 il gruppo ha annunciato il proprio ritorno con la propria etichetta discografica, la Flying Jangus Records, e la pubblicazione dell'EP Plague Accomodations, avvenuta il seguente 19 novembre. Il disco ha inoltre rappresentato l'ultimo con Greenfield e Fadem, che hanno deciso di abbandonare la formazione al fine di dedicarsi ai propri progetti solisti.
Il 24 settembre 2023 è stato annunciato l'abbandono di Marrano a causa della volontà di quest'ultimo di concentrarsi sulla propria famiglia.

## Stile musicale
I Thank You Scientist sono identificabili principalmente nel rock progressivo, sebbene al loro interno incorporano elementi di vario tipo che spaziano tra musica classica e l'heavy metal.
Con la pubblicazione di Maps of Non-Existent Places il gruppo ha incluso brani dalle sonorità jazz/fusion, swing e latine, mentre con il successivo Stranger Heads Prevail sono aumentate le influenze progressive metal, sperimentando anche con il funk in due brani.

## Formazione
Attuale
- Tom Monda – chitarra, violoncello, shamisen, sitar, bouzouki, guzheng, sintetizzatore, voce (2009-presente)
- Ben Karas – violino, viola, violino elettrico, erhu (2013-presente)
- Cody McCorry – basso, theremin, sega musicale, sintetizzatore, mellotron (2015-presente)
- Joe Gullace – tromba, flicorno soprano (2017-presente)
- Alex Blade Silver – sassofono tenore, Electronic Wind Instrument (2021-presente)
- Kevin Grossman – batteria (2021-presente)

Ex-componenti
- George Marzloff – sintetizzatore, tastiera (2009-2010)
- Greg Colacino – basso (2009-2015)
- Russ Lynch – violino, viola, mandolino (2009-2013)
- Odin Alvarez – batteria, percussioni (2009-2017)
- Ellis Jasenovic – sassofono tenore (2009-2017)
- Andrew Digrius – tromba, flicorno, trombone (2009-2017)
- Sam Greenfield – sassofono tenore, Electronic Wind Instrument, clarinetto basso, voce (2017-2021)
- Faye Fadem – batteria, percussioni, programmazione (2017-2021)
- Salvatore Marrano – voce (2009-2023)

Turnisti
- James Robbins – basso (2015)

## Discografia

### Album in studio
- 2012 – Maps of Non-Existent Places
- 2016 – Stranger Heads Prevail
- 2019 – Terraformer

### EP
- 2011 – The Perils of Time Travel
- 2016 – Audiotree Live Session
- 2019 – Live at Backroom Studios EP
- 2021 – Plague Accomodations

### Singoli
- 2016 – Cream Day Jingle
- 2016 – Blue Automatic
- 2016 – The Amateur Arsonist's Handbook
- 2016 – Mr. Invisible
- 2019 – FXMLDR
- 2019 – Terraformer
- 2019 – Swarm
- 2019 – Party All the Time